# Goossensia
Goossensia  (лат.) — род базидиальных грибов из семейства Лисичковые (Cantharellaceae), включающий единственный вид — Goossensia cibarioides. Был впервые обнаружен в Конго и описан бельгийским микологом Полем Хейнеманом в 1958 году.

## Плодовые тела
Плодовые тела Goossensia cibarioides обладают яркой жёлто-оранжевой окраской и несколько напоминают лисичку пахучую (лат. Cantharellus odoratus), которая отличается от данного вида очень водянистой структурой. Гриб съедобен.